# Schmiede am Richardplatz

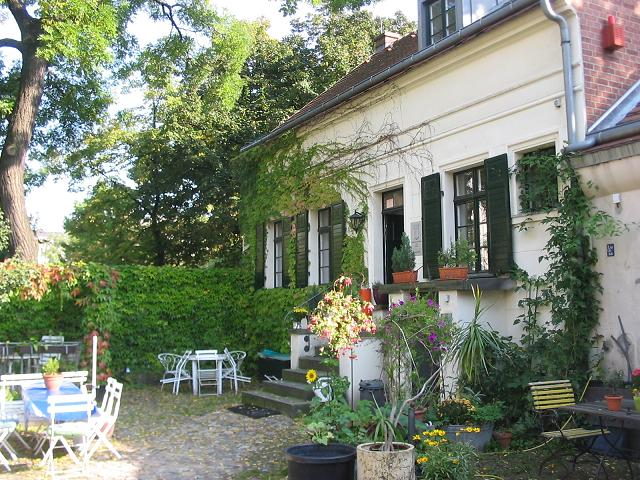
Historische Schmiede am Richardplatz

Die historische Schmiede am Richardplatz im alten Zentrum des Berliner Ortsteils Neukölln, an der Grenze zwischen dem ehemaligen Böhmisch-Rixdorf und Deutsch-Rixdorf, die später bis 1912 Rixdorf hießen, wird erstmals 1624 erwähnt. 
Im Jahr 1797 wurde die  Schmiede von einer Lauf- in eine Wohnschmiede umgewandelt; das heißt, dass von diesem Zeitpunkt an ein Schmied am Ort ansässig war. Bis dahin wurde die Schmiede von einem Schmied aus Berlin bedient, der einmal wöchentlich nach Böhmisch Rixdorf kam. Die Berliner Schmiedeinnung hatte die Umwandlung in eine Wohnschmiede bis dahin erfolgreich verhindert, da sie eine Konkurrenz für die Berliner Schmiedemeister fürchtete. 1797 erwarb schließlich die Gemeinde Rixdorf die Schmiede. Die Gemeinde verkaufte sie an einen Schmiedemeister weiter. Über 150 Jahre blieb sie dann im Besitz derselben Familie.
Die Schmiede wird heute noch traditionsgemäß als Kunst- und Messerschmiede genutzt. Besucher können bei zahlreichen Veranstaltungen einen Einblick in das alte Handwerk gewinnen. Das Wohnhaus beherbergt den Frauentreffpunkt Schmiede. Ein besonderer Anziehungspunkt ist die Schmiede zum alljährlich am zweiten Adventswochenende stattfindenden Rixdorfer Weihnachtsmarkt.
Die mitten auf dem Dorfanger, dem heutigen Richardplatz, gelegene Schmiede war für das Leben im Dorf Rixdorf von großer Bedeutung. Hier wurden die Ackergeräte und Werkzeuge repariert und die Pferde der Bauern beschlagen.
Die Schmiede wurde im Laufe der Jahrhunderte mehrfach umgebaut und erweitert. Im Jahr 1802, als der Schmied die Erlaubnis erhielt, eine Kohlenkammer neben der Schmiede zu errichten, werden die vorhandenen Gebäude wie folgt beschrieben:

„[…] ein Wohnhaus […] unter Ziegeldach neben der bereits vorhandenen kleinen Schmiede von 20 Fuß [6,3 m] Breite, 15 Fuß [4,7 m] Tiefe mitten im Dorfe.“

Im Laufe des 19. Jahrhunderts erhielt die Schmiede dann nach und nach ihre heutige Form. In den 1960er und 1980er Jahren erfolgten umfangreiche Renovierungen.

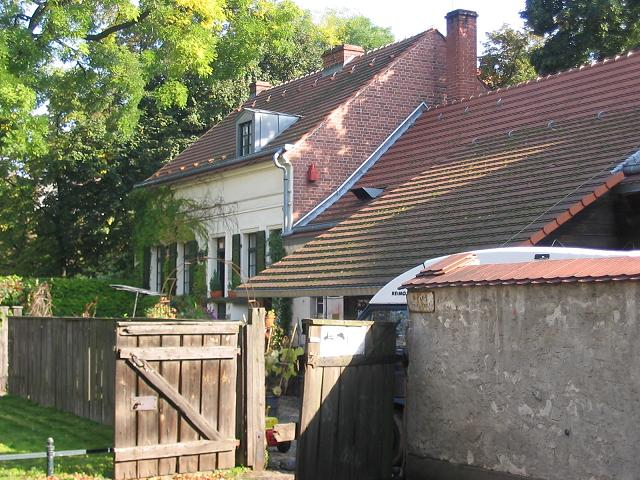
Schmiede
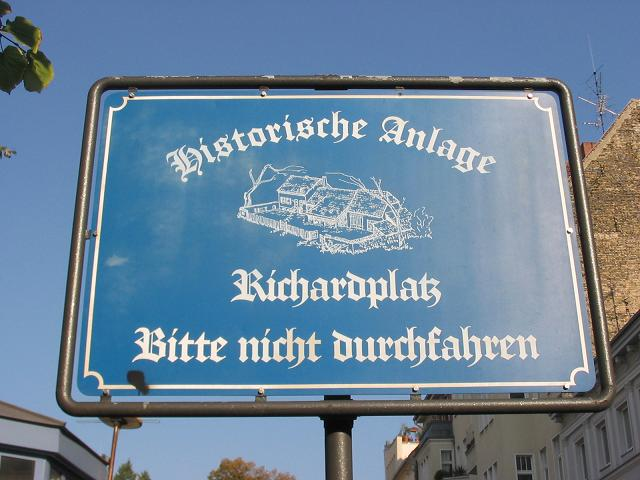
Verkehrsschild mit Schmiede
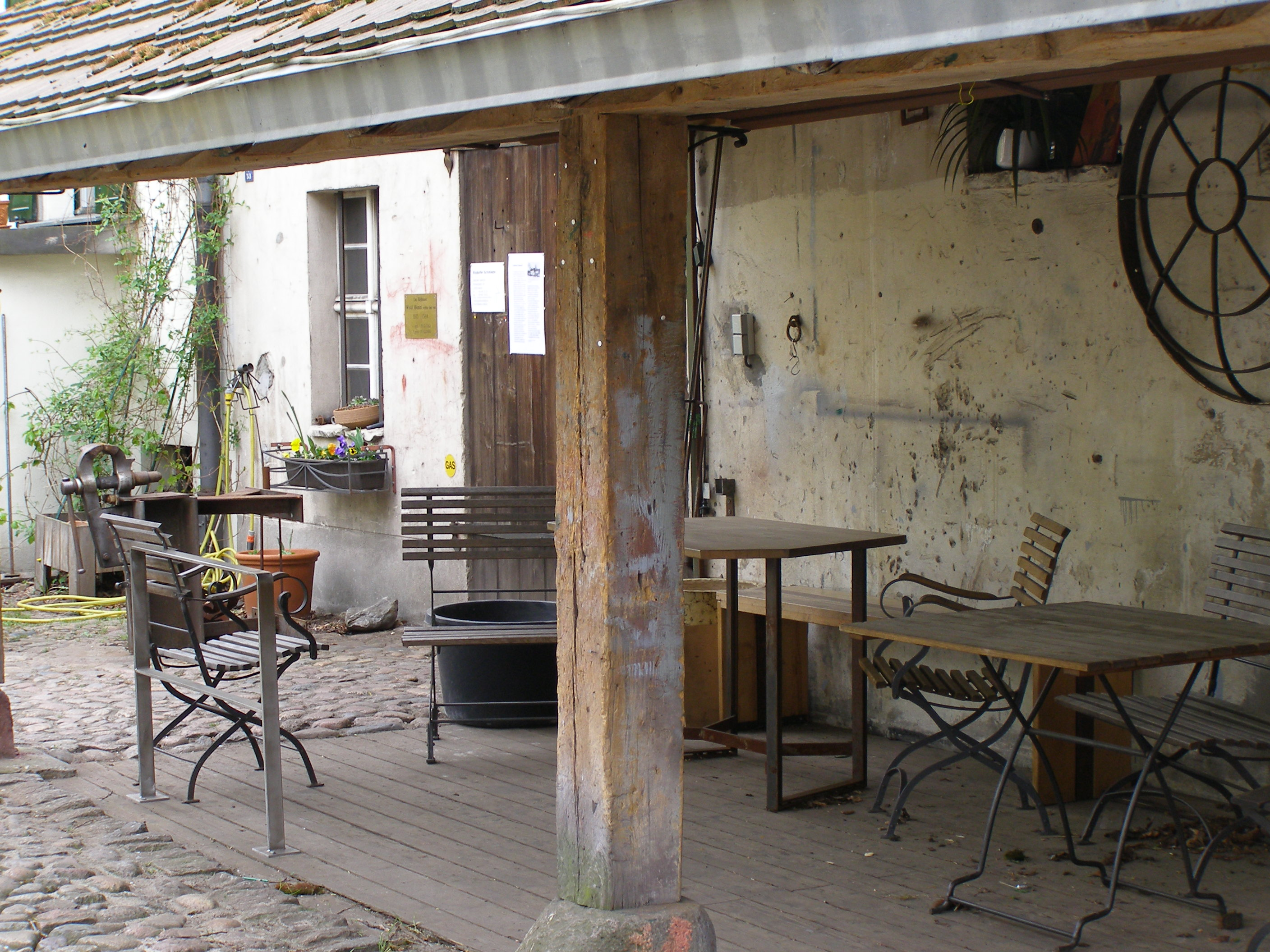
Schmiede, Detail